# المؤسسة الألمانية للتعاون القانوني الدولي
(مقال مترجم من صفحة Deutsche Stiftung für Internationale Rechtliche Zusammenarbeit e.V. (IRZ))
تأسست المؤسسة الألمانية للتعاون القانوني الدولي (IRZ) في عام 1992 بمبادرة من وزير العدل الاتحادي الأسبق د. كلاوس كينكل كجمعية مسجلة غير هادفة للربح، تتخذ من بون مقراً لها، ولها فرع في برلين.

## المهام
تتعاون المؤسسة الألمانية للتعاون القانوني الدولي مع المؤسسات المنخرطة في الإصلاحات القانونية والقضائية في حوالي 30 دولة شريكة. ويمتد ذلك التعاون ليشمل دول شرق وجنوب شرق أوروبا مروراً بمنطقة شمال أفريقيا والشرق الأوسط وصولاً إلى جنوب القوقاز وآسيا الوسطى وفيتنام.
تجري المؤسسة الألمانية للتعاون القانوني الدولي في إطار تقديم المشورات بشأن التشريعات محادثات تخصصية، كما تصاحب عمليات صياغة مشاريع القوانين وتدعم تدريب وتأهيل أهل القانون في كافة التخصصات. وفي هذا السياق يتم تنظيم ندوات وورش عمل ومؤتمرات في البلدان الشريكة، حيث تمثل الإصلاحات القانونية على المستوى الوطني في كل بلد وكذا القانون الألماني وقانون الاتحاد الأوروبي الركيزة في هذه الفعاليات. كما يتم تقديم زيارات عمل ودورات وإقامات تدريبية في ألمانيا لأغراض التدريب والتأهيل، وذلك حتى تُتاح فرصة التبادل العملي المباشر مع الخبراء الألمان. وفي إطار الإمكانات المتاحة تقوم المؤسسة الألمانية للتعاون القانوني الدولي أيضاً بدعم الناشئين من أهل القانون من خلال التعاون مع الجامعات، وذلك سواء عن طريق فرص الدراسة المصاحبة أو الندوات والمحاضرات.
تلقى المؤسسة الألمانية للتعاون القانوني الدولي الدعم في عملها من جانب الأعضاء ومن مجلس الأمناء والذي يشمل شخصيات من قطاعات السياسة والاقتصاد والإدارة والمجال العلمي والاتحادات المهنية القانونية وكذلك من الشركات. وبالإضافة إلى ذلك يمكن الاعتماد على عدد كبير من الخبراء ذوي الخبرة من مختلف المجالات القانونية. وبهذه الطريقة تضمن المؤسسة الألمانية للتعاون القانوني الدولي تقديم المشورة التخصصية والدعم غير البيروقراطي والسريع والمرن والمنسق للبلدان الشريكة على المدى الطويل.

## الأهداف
بالتعاون مع شركائها تعمل المؤسسة الألمانية للتعاون القانوني الدولي على تطوير وترسيخ ما يلي:
- الهياكل الدستورية التي تحقق سيادة القانون والديمقراطية في إطار المفهوم الأوروبي لحقوق الإنسان
- قضاء مستقل وناجز بما في ذلك كافة المبادئ المتعلقة بالقوانين الإجرائية
- مبادئ خاصة واقتصادية متعلقة بتطبيق القانون الخاص وعمليات تبادل الخدمات من الناحية الاقتصادية
- الإطار القانوني العام المتعلق بريادة الأعمال
- تحقيق التجانس بين النظام القانوني الوطني والقانون الأوروبي
- المساعدة القانونية الدولية والتعاون في القضايا المدنية والجنائية
- المعايير الأوروبية، خاصةً المتعلقة بحماية حقوق الإنسان في مجال القانون الجنائي وقانون الإجراءات الجنائية وقانون تنظيم السجون

## جهة التكليف
تعمل المؤسسة الألمانية للتعاون القانوني الدولي بتكليف من الحكومة الاتحادية الألمانية ويتم تمويلها في المقام الأول من مخصصات الوزارة الاتحادية للعدل وحماية المستهلك وكذا من مخصصات وزارة الخارجية الألمانية. فضلاً عن ذلك تنفذ المؤسسة الألمانية للتعاون القانوني الدولي مشاريع في إطار سياسة الاتحاد الأوروبي للجوار وسياسة الانضمام للاتحاد

## روابط إلكترونية
- IRZ
- الوزارة الاتحادية للعدل وحماية المستهلك تحتفل في 17 مايو/ أيار 2017 بمرور 25 عاما على تأسيس المؤسسة الألمانية للتعاون القانوني الدولي 
 https://www.bmjv.de/SharedDocs/Artikel/DE/2017/05172017_IRZ.html
- فيلم دعائي في عام 2016 من وزارة الخارجية الألمانية لدعم ترشح جمهورية ألمانيا الاتحادية لنيل مقعد في مجلس الأمن التابع للأمم المتحدة، مشروع المؤسسة الألمانية للتعاون القانوني الدولي في تونس:
- Missionare in Rechtsfragen In: General-Anzeiger Bonn Bonn vom 3. September 2013
- Susanne Klaiber: „Fettnäpfchen tunlichst vermeiden“ In: Focus online vom 25. Mai 2011